# ویرنسهایم
ویرنسهایم (به آلمانی: Wiernsheim) یک شهر در آلمان است که در انتسکرایس واقع شده‌است. ویرنسهایم ۶٬۴۹۶ نفر جمعیت دارد.

## خواهرخوانده
شهرهای پیناسکا، New Harmony و آیانجیک خواهرخوانده‌های ویرنسهایم هستند.